# Tunceli
Tunceli este un oraș din Turcia.